# Menhera
Menhera (メンヘラ) é uma gíria japonesa usada para descrever uma pessoa, geralmente uma mulher, com um ou mais transtornos de saúde mental. Também pode se referir a personagens fictícios que exibem traços de doença mental ou a participantes de uma subcultura de moda inspirada na saúde mental.

## História
O termo menhera começou a se espalhar além do fórum mentaru herusu ban do 2channel no início dos anos 2000, passando a conotar qualquer pessoa com um algum problema de saúde mental. Mais tarde na década, o termo tornou-se mais associado às mulheres, especialmente àquelas que demonstravam traços de transtorno de personalidade borderline.
Menhera foi ainda mais popularizada por Ezaki Bisko, que em 2013 criou a personagem Menhera-chan que tipificou a subcultura e a estética da moda yami-kawaii.

## Características

### Na ficção
Em uma revisão acadêmica do tropo menhera na ficção, as pesquisadoras Yukari Seko e Minako Kikuchi distinguem entre três subtipos de mulher menhera: a garota triste, que experimenta solidão e alienação agudas, a mulher louca, que pode exibir comportamento obsessivo doentio em relação ao seu interesse amoroso, e a fofa, que incorpora a subcultura da moda associada à menhera. Os autores observaram que todas as formas de menhera podem envolver algum grau de automutilação.

### Na moda
As comunidades Menhera estão associadas à subcultura da moda yami-kawaii (doente-fofo), uma variação da estética kawaii caracterizada por motivos médicos como pílulas, seringas e bandagens.

## Análise
Em um artigo da Business of Fashion sobre a comunidade menhera e a estética yami-kawaii, alguns comentaristas argumentaram que essas subculturas surgiram devido ao seu intuito de chocar, enquanto outros sugeriram que essas tendências aumentaram a conscientização sobre distúrbios mentais e suicídio no Japão, onde esses assuntos são frequentemente tabu. Este último sentimento foi ecoado por Elizabeth McCafferty da revista Vice.